# 2006 en Ukraine
Chronologie de l'Ukraine
- 2002
- 2003
- 2004
- 2005
- 2006
- 2007
- 2008
- 2009
- 2010

Cette page concerne les évènements survenus en 2006 en Ukraine  :

## Évènement
- 26 mars : Élections législatives
- 2 avril : Attentats à la bombe des supermarchés de Kharkiv
- 4 août : Formation du gouvernement Ianoukovytch II
- 22 août : Le vol Pulkovo Airlines 612 s'écrase près du village de Soukha Balka à 45 km au nord de Donetsk.
- 27 octobre : L'Ukraine organise le concours Miss Europe

## Sport
- Championnat d'Ukraine de football 2005-2006
- Championnat d'Ukraine de football 2006-2007
- Coupe d'Ukraine de football 2005-2006
- Coupe d'Ukraine de football 2006-2007
- Supercoupe d'Ukraine de football 2006
- Participation de l'Ukraine aux Jeux olympiques d'hiver de Turin.